# HC Midtjylland
Cet article concerne un club masculin de handball. Pour le club féminin de handball, voir FC Midtjylland Håndbold. Pour le club de football, voir FC Midtjylland.
Maillots
Dernière mise à jour : 25 mai 2022.
Le HC Midtjylland est un club masculin de handball basé à Herning dans le Jutland central au Danemark. Le club évolue en Håndboldligaen.

## Histoire
Le HC Midtjylland est fondé en 2005, sans lien avec le club omnisports FC Midtjylland.
Alors qu'il évolue en 1. Division (D2) lors de la saison 2008/2009, le club prend part aux barrages d'accession, sans succès. La saison suivante, le club est promu dans l'élite danoise mais n'y évolue qu'une saison puisqu'il est relégué à cause d'une treizième place en 2011.
Après trois saisons en D2, le club réussit à remonter en Håndboldligaen grâce à un titre de champion de 1. Division en 2014.
Le 7 février 2016, le club remporte la Coupe du Danemark 2015 (da).
En 2018, des problèmes financiers conduisent à la liquidation judiciaire du club qui est immédiatement récréé pour évoluer en 1. Division (D2). Comme lors des saisons précédentes, le club oscille entre accessions (en 2019 et 2022) et relégations.

## Palmarès
- Vainqueur de la Coupe du Danemark en 2015 (da)